# Schönbrunner Erzieherschule

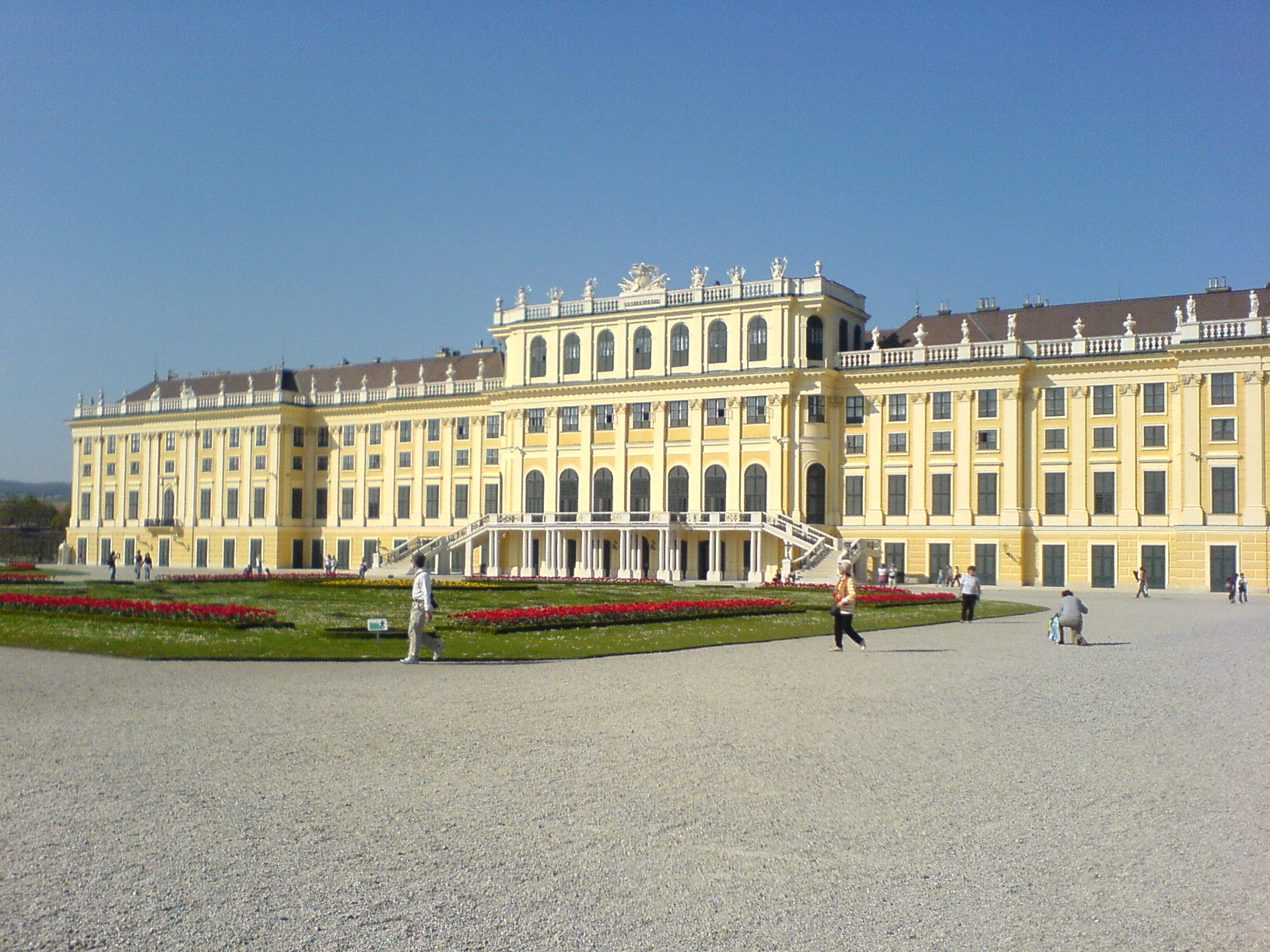
Schloss Schönbrunn

Die Schönbrunner Erzieherschule, auch Schönbrunner Schule oder Kinderfreundeschule Schönbrunn, war eine von 1919 bis 1924 bestehende pädagogische Ausbildungseinrichtung der damaligen österreichischen Kinderfreunde.

## Geschichte
Dem 1917 durch Zusammenschluss des „alpenländische Arbeitervereins Kinderfreunde“ mit dem „Arbeiterverein Kinderfreunde für Niederösterreich“ entstandenen „Reichsverein Kinderfreunde“ wurden mit dem Zusammenbruch der Monarchie frei gewordene Militär- und Spitalsbaracken der K.u.K-Armee überlassen, die zu Horten und Heimen umfunktioniert werden konnten. Dies hatte die Gründung weiterer Ortsgruppen zur Folge: über die früheren Feiertagsaktivitäten hinaus versuchte man zusehends mehr Nachmittagsbetreuung zu organisieren, was bald zu einem Mangel an ausgebildeten Betreuern führte.
Die seit August 1919 von Max Winter, Wiener Vizebürgermeister und Obmann der Kinderfreunde, requirierten Räume im Schloss Schönbrunn waren für ein Ausbildungsinstitut geeignet, das am 12. November offiziell eröffnet wurde (der Schulbetrieb hatte bereits im Oktober begonnen). Besonders zu erwähnen ist in diesem Zusammenhang die aus großbürgerlichen Verhältnissen stammende Hermine Weinreb, Vorsitzende der Kinderfreunde Wien-Alsergrund, deren vehemente Forderung nach einer solchen Schule zu deren Verwirklichung erheblich beitrug.
Die Leitung wurde Otto Felix Kanitz übertragen, dem der Volksschullehrer Anton Tesarek zur Seite stand, der ansonsten vor allem die gleichzeitig dort untergebrachte Kindergruppe leitete.
Der Lehrstoff der dreijährigen Tagesschule entsprach etwa der Oberstufe eines Realgymnasiums, mit besonderer Betonung von Psychologie, Pädagogik und politischer Schulung. Die rund 25 Schülerinnen pro Jahrgang (es gab nur wenige männliche Kandidaten, und nur zwei schlossen den Lehrgang ab) waren im Alter von 15 bis 18 Jahren.
Mit 1. Jänner 1922 existierten drei Lehrgänge mit insgesamt 71 Schülern; der 1921 begonnene dritte Lehrgang wurde als Internat geführt. Nachdem sich herausgestellt hatte, dass männliche Interessenten zwar vorhanden waren, wegen ihrer Berufstätigkeit aber so gut wie nicht eintraten, wurde ab 1923 eine Abendschule geführt und die Tagesschule aufgelassen. Zu dieser Zeit war allerdings auch bereits abzusehen, dass sich wegen der aufkommenden Weltwirtschaftskrise die Beschäftigungsmöglichkeiten für Absolventen drastisch verschlechtern würden. Öffentlichkeitsrecht hatte die Schule nicht, sie konnte daher nicht mit Matura abgeschlossen werden. Auf Betreiben des Kinderfreunde-Reichssekretärs Alois Jalkotzy musste die mitunter abfällig so genannte „sozialistische Klosterschule“ 1924 aus finanziellen Gründen den Betrieb einschränken, nach den Februarkämpfen 1934 (auch als Österreichischer Bürgerkrieg bekannt) wurde den Kindern und ihrem Lehrerteam der Verbleib in Schönbrunn von der austrofaschistischen Regierung des Engelbert Dollfuss untersagt.

### Lehrkörper
Das Niveau der Ausbildung ist durch die Namen von Lehrkräften belegbar (Auszug):
| - Alfred Adler – Psychologie - Jenny Adler-Herzmark – Gesundheitslehre - Max Adler – Soziologie - Wilhelm Jerusalem – Allgemeine Pädagogik und Philosophie - Gerda Kautzky-Brunn – Geographie und Literatur - Hermine Weinreb – Literaturgeschichte - Marianne Pollak – Englisch - Otto Felix Kanitz – Sozialistische Erziehung | - Franz Josef Scheidl – Geschichte - Josef Luitpold Stern – Literatur - Alois Jalkotzy – Erziehungslehre - Hans Mandl – Jugendkunst - Anton Tesarek – Pädagogik - Hans Slanar – Geographie - Karl Kautsky – Hygiene |

Die Bedeutung der Schönbrunner Schule für die Pädagogik des 20. Jahrhunderts beschreibt Heinz Weiss so: 
„Die Erzieherinnen ließen die neue Pädagogik in die Arbeit mit den Kindern in den Gruppen der Kinderfreunde einfließen und setzten dadurch ein erziehungswissenschaftliches Schneeballsystem in Gang. Ein grundlegendes Umdenken bei den Pädagogen des vorigen Jahrhunderts war die Folge.“

## Arbeitsgemeinschaft sozialistischer Erzieher
Aus dem Kreis der etwa 100 Absolventinnen bildete sich – als private und von der Partei geduldete, keineswegs geförderte, Initiative – die Arbeitsgemeinschaft sozialistischer Erzieher (AGsE), in deren Umfeld auch Karl Popper häufig anzutreffen war.